# Aeroportul Pimaga
Aeroportul Pimaga (IATA: PMP) este un aeroport din Southern Highlands Province⁠(d), Papua Noua Guinee.
aeroportul dispune de o singură pistă.